# Kreuz der Camargue

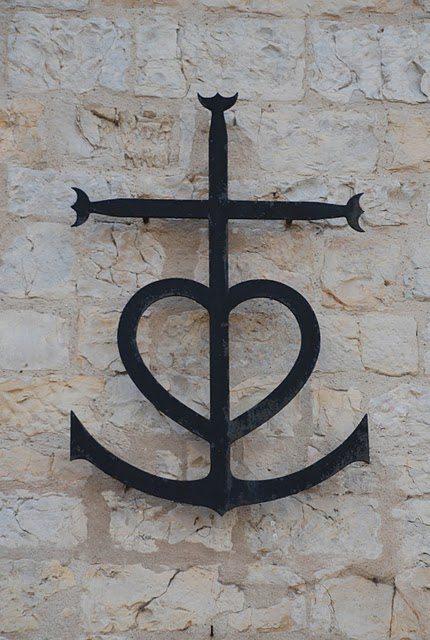
Das Kreuz der Camargue an der Fassade der Kirche Notre-Dame-de-la-Mer in Saintes-Maries-de-la-Mer

Das Kreuz der Camargue (französisch  Croix de Camargue oder Croix camarguaise) wurde 1924 von René Georges Hermann-Paul im Auftrag des Marquis de Baroncelli entworfen.
Es verkörpert die drei theologischen Tugenden: Glaube, Hoffnung und Liebe. Es symbolisiert die Camargue, weil das Kreuz mit den Dreizacken (Glauben) an die Gardian mit ihrem Dreizack-Spieß erinnert, der Anker (Hoffnung) an die Fischer der Camargue und das Herz (Liebe) an die heiligen Marien Maria Magdalena, Maria Kleophae und Maria Salome, die hier Zuflucht fanden. Nach einer Überlieferung sollen sie vor der Christenverfolgung auf einem Schiff aus Israel geflohen und in Saintes-Maries-de-la-Mer gelandet sein. Sara-la-Kâli, die „Schwarze Sara“, soll sie durch Betteln versorgt haben.
Die katholischen Roma haben die Schwarze Sara als Schutzpatronin erkoren. Am 24. und 25. Mai jeden Jahres findet in dem Ort ein großes Treffen von Romafamilien ihr zu Ehren statt. Dieses Ereignis ist als „Zigeunerwallfahrt“ bekannt und eine Touristenattraktion. Das Kreuz ist auch ein Symbol für diese Wallfahrt.

## Standbild in Saintes-Maries-de-la-Mer
Das ursprüngliche Kreuz wurde von Joseph Barbanson in seiner Schmiede an der Place de la Revolution in Saintes-Maries-de-la-Mer hergestellt. Es wurde am 7. Juli 1926 geweiht und zehn Jahre später auf der von Aigues-Mortes kommenden Brücke vor dem Eingang des Dorfes aufgestellt.
Das ursprüngliche Kreuz wurde mittlerweile gestohlen und durch eine Kopie ersetzt.